# Krojač (Zagor)
Krojač je izmišljeni lik iz stripa Zagor. "Krojač" je zapravo samo nadimak koji su tajne službe čitavog svijeta dale tajanstvenom nepoznatom čovjeku koji želi diktatorski zavladati svijetom.

## Životopis

### Novi Alamuut
Krojač je vođa kriminalne organizacije zvane Novi Alamuut. Novi Alamuut je nasljednik organizacije koja je nastala 1200. godine kada je jedan Perzijanac koji se nije slagao s politikom svoje zemlje osnovao tvrđavu u planinama Daylaama i dao joj ime Alamuut. Perzijanac je postao poznat kao "Starac iz planine" i oko tvrđave je podigao prekrasne vrtove slične onima iz Raja. Ondje je dovodio ljude u drogiranom stanju te ih ostavljao tamo. Probudivši se, oni su vjerovali da se nalaze u Raju te su dobivali sve što bi poželjeli.
No "Starac iz planine" bi ih tada ponovno drogirao i dovođeni su pred njega. Želeci se vratiti u "Raj", oni su bili spremni ispuniti sve njegove zapovijedi. "Starac iz planine" ih je slao na razne zadatke, ubojstva, ucjene, sabotaže... i ti ljudi su postali profesionalni ubojice. Čak i kada je utvrda Alamuut uništena, "Starčeva" organizacija se nije ugasila. Njegovi ubojice su se raširili cijelim tada poznatim svijetom i usvaršavali svoje tehnike te razmjenjivali savjete i iskustva. Nakon otkrića Amerike 1492., došli su i tamo, kao članovi posada brodova kolonijalnih sila.
No svi su oni bili raspršeni i organizacija više nije bila jedinstvena. Tada se pojavio Krojač i ponovno ujedinio ubojice te organizaciju nazvao Novi Alamuut s jednim ciljem; kako bi zavladao svijetom.

### Krojač u Europi
Nakon stvaranja Novog Alamauuta, Krojač se usredotočio na Europu te uputio svoje ubojice u manje europske države kako bi stvorili kaos i anarhiju. Služeći se običnim atentatima, političkim ubojstvima, krađom tajnih dokumenata, uništavanjem prometnica, međunarodnim ucjenama; Krojač je čitavu Europu doveo na rub sveopćih revolucija i ratova.
Tada su predstavnici službi sigurnosti svih europskih država ujedinili snage da prouće sve te nemire koji su zahvatili Europu, te nakon višemjesećnog rada otkrili da iz svega stoji jedna osoba. Nakon toga je stvoren plan za uništavanje Krojača i njegove organizacije. Odabrano je pet najboljih agenata za lov na Krojača koji su organizirali veliku potjeru. Među njima je bio i pukovnik John Mycroft, član tajne službe Britanske kraljice.
Uhvaćeni su mnogi Krojačevi suradnici ali, iako se u većem broju slučajeva radilo o manje važnim osobama, uhvaćeno je i nekoliko visokih članova Krojačeve organizacije te su zaplijenjene velike količine novca koji je pokretao Krojačevu organizaciju. Krojačev rad u Europi se počeo rušiti i on je prešao u Indiju. Petorica agenata su ga slijedila te je on nastavio bježati, u Hong Kong pa i u Japan. Putem su se agenti sukobljavali s Krojačevim ubojicama, ninjama, te je pri svakom sukobu ginuo netko od Mycroftovih kolega. Na kraju je preostao samo Mycroft a Krojač je prešao u Sjedinjene američke države.

### Krojač u Americi
Nakon dolaska u sjevernu Ameriku, Krojač se smjestio u New Yorku. Organizirao je bijegove nekoliko kriminalaca iz zatvora u utvrdi Concrete na otoku Welfare kako bi ih unovačio radi pljačkanja banaka.
U međuvremenu je i Mycroft došao u SAD i po savjetu svog poznanika, američkog pukovnika Claymoora, pošao u potragu za Zagorom. Pronašao ga je u Darkwoodu i upozorio ga na Krojača i njegovu prijetnju svjetskom miru. Mycroft je također bio jedan od rijetkih koji su Krojača vidjeli u lice i upravo kada se spremao opisati ga Zagoru, Maycroft je umro u grčevima, polomljenih kostiju, što je bila posljedica jednog ubojitog udarca koji su mu nanijeli ninje mjesecima ranije, zvanog "Vibrirajući dlan" ili "Smrt koja dolazi kasnije".
Zagor i Chico su već bili i zaboravili na taj događaj kada je u gradiću Centerwillu opljačkana banka. Zagor i Chico su se nalazili tamo i pljačkaši su odveli Chica kao taoca. Pljačkaši su bili oni isti ljudi koje je Krojač oslobodio iz utvrde Concrete. Krenuli su prema Ghost Mountains, i "Gnijezdu Fantoma", golemom kamenom stupu usred pustinje, koje je nekada davno bilo jedno od utočišta "Starčevih" ubojica.

### Krojač i Mortimer
Kada je Mortimer trebao biti obješen, on se ipak izvlači iz zatvora i sklapa savez s Krojačem, jer je Krojač držao u rukama Mortimerovu voljenu Sybil.
Nakon uspjelog ubojstva kapetana Malcovicha, Zagor upada u Krojačevu zamku, koji potom oslobađa Sybil i pušta Mortimera i Sybil da odu, jer je ovaj odbio pridružit se Krojačevoj organizaciji. Krojač zatim izdaje naređenje da se Mortimera ubije. Kasnije Zagor otkriva da je Krojač zapravo Marvin Sykes, kandidat za guvernera za kojega su vjerovali da je Krojačeva meta. Zagor ga je uspio zarobiti, te se naknadno otkriva i da je Mortimer preživio Krojačevu zamku.

## Zanimljivosti
U jugoslavenskom izdanju stripa Krojača se naziva Tkač. Taj naziv se također koristi u današnjim srbijanskim izdanjima.